# Catrin Fransson
Catrin Fransson, född 4 mars 1962, är svensk ekonom och VD för Svensk Exportkredit.
Catrin Fransson är uppvuxen i Jokkmokks kommun. Hon utbildade sig till ekonom 1981–1983 med inriktning företagsekonomi vid Luleå tekniska universitet. Hon arbetade som kontorschef på Swedbank Markets 1997–2000 och har därefter haft olika höga chefsbefattningar inom Swedbank, bland annat som vice VD och medlem i koncernledningen. År 2014 blev Catrin Fransson första kvinnliga VD för statliga AB Svensk Exportkredit SEK.
År 2013 blev Catrin Fransson rankad som nummer 19 på Veckans Affärers årliga topplista över Näringslivets 125 mäktigaste kvinnor. År 2014 utsågs hon till Årets Alumn vid Luleå tekniska universitet.  År 2015 fanns Fransson med på listan ”30 mäktigaste direktörerna” från Veckans Affärer.